# Paelaid
Ej att förväxla med Paelaid i Valjala kommun på Ösel.
Paelaid är en ö i västra Estland. Den ligger i Laimjala kommun i landskapet Saaremaa (Ösel), 150 km sydväst om huvudstaden Tallinn. Ön ligger i Rigabukten 2,5 km utanför ön Ösels sydöstkust. Öns area är 0,05 kvadratkilometer.